# Corticaria abietorum
Corticaria abietorum là một loài bọ cánh cứng trong họ Latridiidae. Loài này được Motschulsky miêu tả khoa học năm 1867.